# 第二ぐるーぷ
- だいにぐるーぷ

ではありませんか？